# Stegana prigenti
Stegana prigenti är en tvåvingeart som beskrevs av Chen och Wang 2004. Stegana prigenti ingår i släktet Stegana och familjen daggflugor. Inga underarter finns listade i Catalogue of Life.